# Parafia Chrystusa Króla w Gdańsku
Parafia pw. Chrystusa Króla w Gdańsku – parafia rzymskokatolicka usytuowana w Gdańsku. Należy do dekanatu Gdańsk-Śródmieście, który należy z kolei do archidiecezji gdańskiej. 
Parafia została założona w 1937 roku. Kościołem parafialnym jest zbudowany w latach 1931–1932 kościół Chrystusa Króla (projekt: Czesław Świałkowski).

## Proboszczowie
- ks. Franciszek Rogaczewski (1930–1938)
- ks. Romuald Laque SAC (1939–1945)
- ks. Aleksander Wiśniewski SAC (administrator) (1945–1947)
- ks. Józef Żyto SAC (administrator) (1947–1949)
- ks. Władysław Zbłowski SAC (administrator) (1949)
- ks. Zygmunt Badowski (administrator) (1949–1955)
- ks. Roman Siudek (administrator) (1955–1957)
- ks. Alfons Ptak OMI (administrator) (1957–1958)
- ks. Kazimierz Kluz (1958–1972)
- ks. kan. Kazimierz Szwabe (do 1976 administrator) (1972–2009)
- ks. kan. Piotr Żynda (2009–2012)
- ks. kan. Jacek Michalak (2012)
- ks. kan. dr Bartłomiej Stark (od 2012)

## Zasięg parafii
Do parafii należy 8350 wiernych z Gdańska, mieszkających przy ulicach: 3 Maja 16, 21, 24, 25; Bema; Biskupiej; Ciasnej; Dąbrowskiego; Generała Stefana Grota-Roweckiego 1-9; Gierymskiego; Górka; Jasnej; Kartuskiej 12-56 (parzyste), 17-69 (nieparzyste); Kaznodziejskiej; Kolonia Wyżyny; Ks. Rogaczewskiego; Kurkowej; Legnickiej; Malczewskiego 2-8 oraz 118-150; Mennonitów; Na Stoku; Nowe Ogrody; Pankiewicza; Paska; Płowce; Pohulanka; Powstańców Warszawskich 3, 15, 17, 12-46 (parzyste); Reduta Miejska; Salwator; Skarpowej 1-63 (nieparzyste), 2-94 (parzyste); Sowińskiego; Spadzistej; Strzeleckiej; Tarasy (7-12); Wesołej, Wieniawskiego; Wrocławskiej; Wyczółkowskiego 1-89; Zagrodowej; Zakopiańskiej 7-29, 31, 33, 35, 39; Zaroślak.